# DFBポカール2016-2017
DFBポカール2016-2017 (2016–17 DFB-Pokal)は、2016年8月19日から2017年5月27日の期間に開催された、通算65回目 (前身も含めれば74回目)のDFBポカールである。ドルトムントが5大会ぶり4回目の優勝を果たした。

## 参加クラブ
以下の64クラブが参加する。
| ブンデスリーガ (18クラブ) ブンデスリーガ2015-16所属全クラブが出場 | 2. ブンデスリーガ (18クラブ) 2. ブンデスリーガ2015-16所属全クラブが出場 | 3. リーガ (4クラブ) 3. リーガ2015-16における上位4チームが出場 |
| - バイエルン・ミュンヘン - ボルシア・ドルトムント - バイエル・レバークーゼン - ボルシア・メンヒェングラートバッハ - シャルケ04 - 1.FSVマインツ05 - ヘルタ・ベルリン - VfLヴォルフスブルク - 1.FCケルン - ハンブルガーSV - FCインゴルシュタット04 - FCアウクスブルク - ヴェルダー・ブレーメン - SVダルムシュタット98 - TSG1899ホッフェンハイム - アイントラハト・フランクフルト - VfBシュトゥットガルト (Ⅱ) - ハノーファー96 (Ⅱ) | - SCフライブルク (Ⅰ) - RBライプツィヒ (Ⅰ) - 1.FCニュルンベルク - FCザンクトパウリ - VfLボーフム - 1.FCウニオン・ベルリン - カールスルーエSC - アイントラハト・ブラウンシュヴァイク - SpVggグロイター・フュルト - 1.FCカイザースラウテルン - 1.FCハイデンハイム - アルミニア・ビーレフェルト - SVザントハウゼン - フォルトゥナ・デュッセルドルフ - TSV1860ミュンヘン - MSVデュースブルク (Ⅲ) - FSVフランクフルト (Ⅲ) - SCパーダーボルン07 (Ⅲ) | - ディナモ・ドレスデン (Ⅱ) - FCエルツゲビルゲ・アウエ (Ⅱ) - ヴュルツブルガー・キッカーズ (Ⅱ) - 1.FCマクデブルク |
| 各地域代表 (24クラブ) 各地域のサッカー協会カップの優勝クラブが出場 | | |
| - バーデン FCアストリア・ヴァルドルフ (Ⅳ) - バイエルン SpVggウンターハヒンク (Ⅳ) SSVヤーン・レーゲンスブルク (Ⅲ) - ベルリン BFCプロイセン (Ⅵ) - ブランデンブルク SVバベルスベルク (Ⅳ) - ブレーメン ブレーマーSV (Ⅴ) - ハンブルク アイントラハト・ノルダーシュテット (Ⅳ) - ヘッセン キッカーズ・オッフェンバッハ (Ⅳ) | - メクレンブルク＝フォアポンメルン ハンザ・ロストック (Ⅲ) - ミッテルライン FCヴィクトリア・ケルン (Ⅳ) - ニーダーライン ロートヴァイス・エッセン (Ⅳ) - ニーダーザクセン SVドロホターゼン/アッセル (Ⅳ) 1.FCゲルマニア・エゲストルフ/ラングレーダー (Ⅴ) - ラインラント SVアイントラハト・トリーア (Ⅳ) - ザールラント FC08ホンブルク (Ⅳ) - ザクセン FSVツヴィッカウ (Ⅲ)                                                                          | - ザクセン＝アンハルト ハレシャーFC (Ⅲ) - シュレースヴィヒ＝ホルシュタイン VfBリューベック (Ⅳ) - ズュートバーデン FC08フィリンゲン (Ⅵ) - ズュートヴェスト SCハウエンシュタイン (Ⅴ) - テューリンゲン FCカールツァイス・イェーナ (Ⅳ) - ヴェストファーレン SGヴァッテンシャイト (Ⅳ) シュポルトフロインデ・ロッテ (Ⅲ) - ヴュルテンベルク FVラーフェンスブルク (Ⅴ) |
| 括弧内のローマ数字は2016-17シーズンの所属ディビジョン（Ⅰ：ブンデスリーガ 、Ⅱ：2. ブンデスリーガ 、Ⅲ：3. リーガ 、Ⅳ：レギオナルリーガ、Ⅴ：オーバーリーガ、Ⅵ：フェアバンツリーガ） | | |

## 日程
| 試合     | 組み合わせ抽選会 | 開催日                  |
| -------- | ---------------- | ----------------------- |
| 1回戦    | 2016年6月18日    | 2016年8月19日-8月22日   |
| 2回戦    | 2016年8月26日    | 2016年10月25日-10月26日 |
| 3回戦    | 2016年10月26日   | 2017年2月7日-2月8日     |
| 準々決勝 | 2017年2月8日     | 2017年2月28日-3月1日    |
| 準決勝   | 2017年3月1日     | 2017年4月25日-4月26日   |
| 決勝     | 2017年3月1日     | 2017年5月27日           |

## 1回戦
組み合わせ抽選会は、2016年6月18日に行われた。チーム名横の括弧内の数字は2016-17シーズンの所属ディビジョンを表す（2回戦以降も同様）。試合時間はいずれも現地時間（1回戦、準決勝、決勝はCEST (UTC+2)。それ以外はCET (UTC+1)）。
| 2016年8月19日 | VfBリューベック (4) | 0 - 3    | FCザンクトパウリ (2)                                  | リューベック                                                                                 |  |
| 20:45         |                     | レポート | ヘデンスタッド 16分 · ゴンター 61分 · ドゥクシュ 88分 | 競技場: シュタディオン・アン・デア・ローミューレ 観客数: 13,000人 主審: マルティン・トムセン |  |

| 2016年8月19日 | FVラーフェンスブルク (5) | 0 - 2    | FCアウクスブルク (1)            | フレンドルフ                                                                |  |
| 20:45         |                          | レポート | 具滋哲 29分 · ボバディジャ 68分 | 競技場: ゲベリット・アレーナ 観客数: 8,000人 主審: ベネディクト・ケンプクス |  |

| 2016年8月19日 | FCカールツァイス・イェーナ (4) | 0 - 5    | バイエルン・ミュンヘン (1)                                       | イェーナ                                                                                 |  |
| 20:45         |                                | レポート | レヴァンドフスキ 3分, 34分, 43分 · ビダル 72分 · フンメルス 77分 | 競技場: エルンスト・アッベ・シュポルトフェルト 観客数: 19,000人 主審: ハルム・オスメルス |  |

| 2016年8月20日 | SVドロホターゼン/アッセル (4) | 0 - 1    | ボルシア・メンヒェングラートバッハ (1) | ドロホターゼン                                                                          |  |
| 15:30         |                               | レポート | コープ 55分                            | 競技場: ケーディンガー・シュタディオン 観客数: 7,154人 主審: マティアス・イェレンベック |  |

| 2016年8月20日 | ヴュルツブルガー・キッカーズ (2) | 1 - 0 (延長) | アイントラハト・ブラウンシュヴァイク (2) | ヴュルツブルク                                                                |  |
| 15:30         | ソリアーノ 102分                 | レポート     |                                          | 競技場: フライヤーアラーム・アレーナ 観客数: 6,384人 主審: ヨッヘン・ドレース |  |

| 2016年8月20日 | SVバベルスベルク (4) | 0 - 4    | SCフライブルク (1)                                                 | ポツダム                                                                          |  |
| 15:30         |                      | レポート | グリフォ 20分 (pen.), 63分 · ハベラー 40分 · ニーダーレヒナー 69分 | 競技場: カール＝リープクネヒト＝シュタディオン 観客数: 6,341人 主審: ルネ・ローデ |  |

| 2016年8月20日                                                                           | FCヴィクトリア・ケルン (4) | 1 - 1 (延長) (5 - 6 PK戦)                                         | 1.FCニュルンベルク (2) | ケルン                                                                              |  |
| 15:30                                                                                   | ヴンダーリッヒ 80分        | レポート                                                          | マルクライター 76分    | 競技場: シュポルトパルク・ヘーエンベルク 観客数: 4,787人 主審: ダニエル・シュラガー |  |
|                                                                                         |                            | PK戦                                                              |                        |                                                                                     |  |
| ヴンダーリッヒ ノットベック バックザット コロンキエヴィツ シュヴァルツ ホルツヴァイラー |                            | ブルクシュタラー ベーレンス ケンペ ブレチュコ レイボールド アルシ |                        |                                                                                     |  |

| 2016年8月20日                                  | ロートヴァイス・エッセン (4) | 2 - 2 (4 - 5 PK戦)                         | アルミニア・ビーレフェルト (2) | エッセン                                                                           |  |
| 15:30                                          | マルラ 53分 · バイアー 77分  | レポート                                   | クロス 9分, 69分               | 競技場: シュタディオン・エッセン 観客数: 17,500人 主審: クリスチャン・ディンガート |  |
|                                                |                              | PK戦                                       |                                |                                                                                    |  |
| レニング ブラウアー マルラ ウェーバー バイアー |                              | クロス ユングラス ユルム プタロ ヘムライン |                                |                                                                                    |  |

| 2016年8月20日 | FC08フィリンゲン (6) | 1 - 4    | シャルケ04 (1)                                                | フライブルク                                                                           |  |
| 15:30         | ケトゥラー 90分      | レポート | アオゴ 10分 · エンボロ 19分 · ガイス 75分 · フンテラール 86分 | 競技場: シュヴァルツヴァルト・シュタディオン 観客数: 14,400人 主審: パトリック・アルト |  |

| 2016年8月20日                                                | ディナモ・ドレスデン (2)   | 2 - 2 (延長) (5 - 4 PK戦)                                  | RBライプツィヒ (1)                         | ドレスデン                                                              |  |
| 15:30                                                        | クチュケ 47分 (pen.), 78分 | レポート                                                   | ザビッツァー 15分 · カイザー 45+2分 (pen.) | 競技場: DDVシュタディオン 観客数: 29,222人 主審: フェリックス・ブライヒ |  |
|                                                              |                            | PK戦                                                       |                                            |                                                                         |  |
| テストロート シュテファニアク テイシェイラ ゴギア アオスマン |                            | カルマール オルバン イルザンカー カイザー ハルステンベルク |                                            |                                                                         |  |

| 2016年8月20日 | BFCプロイセン (6) | 0 - 7    | 1.FCケルン (1)                                                                                      | ベルリン                                                                                      |  |
| 15:30         |                   | レポート | ラウシュ 19分 · モデスト 45分 · マロフ 68分 · リッセ 71分 · ルドニェフス 75分 · 大迫勇也 79分, 88分 | 競技場: シュタディオン・アルテン・フェルステライ 観客数: 6,318人 主審: アレクサンダー・サザー |  |

| 2016年8月20日 | ハレシャーFC (3)                                                      | 4 - 3 (延長) | 1.FCカイザースラウテルン (2)                | ハレ                                                                                 |  |
| 15:30         | アリイ 34分 (pen.) · エル＝ヘルウェ 54分, 58分 · ギアスラ 94分 (pen.) | レポート     | オサウェ 23分, 90+4分 · シュティエベル 37分 | 競技場: エルドガス・スポルトパルク 観客数: 10,021人 主審: ビビアナ・シュタインハウス |  |

| 2016年8月20日 | TSV1860ミュンヘン (2)               | 2 - 1    | カールスルーエSC (2)  | ミュンヘン                                                                   |  |
| 18:30         | アイグナー 60分 · マトムール 90+2分 | レポート | ディアマンタコス 67分 | 競技場: アリアンツ・アレーナ 観客数: 16,800人 主審: サッシャ・シュテーゲマン |  |

| 2016年8月20日 | ハンザ・ロストック (3) | 0 - 3    | フォルトゥナ・デュッセルドルフ (2) | ロストック                                                                       |  |
| 18:30         |                        | レポート | ゾボトカ 21分, 57分 · ベブ 62分    | 競技場: オストゼーシュタディオン 観客数: 18,100人 主審: フランク・ヴィレンボルク |  |

| 2016年8月20日 | FC08ホンブルク (4) | 0 - 3    | VfBシュトゥットガルト (2)                         | ホンブルク                                                                               |  |
| 18:30         |                    | レポート | ゲントナー 53分 · オズジャン 58分 · タシチー 87分 | 競技場: ヴァルトシュタディオン・ホンブルク 観客数: 10,800人 主審: ローベルト・ハルトマン |  |

| 2016年8月20日 | FSVフランクフルト (3) | 1 - 2    | VfLヴォルフスブルク (1)               | フランクフルト                                                                                              |  |
| 20:45         | シュロイゼナー 52分   | レポート | シェーファー 5分 (o.g.) · ドスト 16分 | 競技場: フランクフルター・フォルクスバンク・シュタディオン 観客数: 5,050人 主審: ヴォルフガング・シュタルク |  |

| 2016年8月21日 | シュポルトフロインデ・ロッテ (3) | 2 - 1    | ヴェルダー・ブレーメン (1) | ロッテ                                                                                             |  |
| 15:30         | ラーン 8分 · デイ 54分           | レポート | ユヌゾヴィッチ 45分        | 競技場: シュポルトパルク・アム・ロッター・クロイツ 観客数: 10,056人 主審: クリスティアン・ディーツ |  |

| 2016年8月21日 | MSVデュースブルク (3) | 1 - 2 (延長) | 1.FCウニオン・ベルリン (2)                   | デュースブルク                                                                         |  |
| 15:30         | イリュチェンコ 67分   | レポート     | クヴァナー 62分 · シュネルハート 95分 (o.g.) | 競技場: シャウインスラント・ライゼン・アレーナ 観客数: 14,209人 主審: マルコ・フリッツ |  |

| 2016年8月21日 | アイントラハト・ノルダーシュテット (4) | 1 - 4    | SpVggグロイター・フュルト (2)                                     | ノルダーシュテット                                                                              |  |
| 15:30         | ドリンクート 80分                      | レポート | ジュリ 42分 · ドゥルスン 71分 · トリピッチ 89分 · キルシュ 90+2分 | 競技場: エドムント＝プラムベック＝シュタディオン 観客数: 3,000人 主審: ベンジャミン・ブレイザー |  |

| 2016年8月21日 | FCアストリア・ヴァルドルフ (4)                                | 4 - 3 (延長) | VfLボーフム (2)                                  | ヴァルドルフ                                                                |  |
| 15:30         | グロス 6分 · コール 55分 · マイヤー 95分 · シュトラウプ 107分 | レポート     | シュティパーマン 22分 · シュテーガー 65分, 117分 | 競技場: FCアストリア・シュタディオン 観客数: 3,000人 主審: リーム・フセイン |  |

| 2016年8月21日                                                | 1.FCマクデブルク (3) | 1 - 1 (延長) (3 - 4 PK戦)                    | アイントラハト・フランクフルト (1) | マクデブルク                                                     |  |
| 15:30                                                        | ハンマン 77分        | レポート                                     | フルゴタ 7分                       | 競技場: MDCCアレーナ 観客数: 24,400人 主審: マルクス・シュミット |  |
|                                                              |                      | PK戦                                         |                                    |                                                                  |  |
| ハンマン ミュラー エクススラーガー ベック レーマンスレーベン |                      | マイアー フスティ 長谷部誠 マスカレル バレラ |                                    |                                                                  |  |

| 2016年8月21日                                   | SpVggウンターハヒンク (4)         | 3 - 3 (延長) (2 - 4 PK戦)               | 1.FSVマインツ05 (1)                     | ウンターハヒンク                                                                      |  |
| 15:30                                           | ハイン 33分, 89分 · ルクス 90+3分 | レポート                                | コルドバ 22分 · フライ 64分 · マリ 88分 | 競技場: アルペンバウアー・シュポルトパルク 観客数: 7,000人 主審: アルネ・アールニンク |  |
|                                                 |                                   | PK戦                                    |                                         |                                                                                       |  |
| シュタール ハイン ドンブロウカ アインジードラー |                                   | デ・ブラシス マリ クレメンス ロドリゲス |                                         |                                                                                       |  |

| 2016年8月21日 | 1.FCゲルマニア・エゲストルフ/ラングレーダー (5) | 0 - 6    | TSG1899ホッフェンハイム (1)                                                   | バルジングハウゼン                                                                      |  |
| 15:30         |                                                 | レポート | クラマリッチ 18分, 32分, 80分 · ルディ 21分 · ウート 43分 · ヴァーグナー 90分 | 競技場: シュタディオン・アン・デア・アンメルケ 観客数: 2,585人 主審: マルセル・シュッツ |  |

| 2016年8月21日 | SCハウエンシュタイン (5) | 1 - 2    | バイエル・レバークーゼン (1)      | ピルマゼンス                                                                                      |  |
| 15:30         | スルゼンティッチ 81分    | レポート | エルナンデス 39分 · ベララビ 67分 | 競技場: シュポルトパルク・フステルヘーヘ 観客数: 4,000人 主審: フローリアン・バドシュトゥーブナー |  |

| 2016年8月21日 | ブレーマーSV (5) | 0 - 7    | SVダルムシュタット98 (1)                                                                               | ブレーメン                                                                                  |  |
| 15:30         |                  | レポート | チョラク 18分, 45+2分, 58分 · クミエック 22分 (o.g.) · ヘラー 30分 · ゴンドルフ 56分 · シプロック 87分 | 競技場: シュタディオン・アム・パンツェンベルク 観客数: 1,993人 主審: ラッセ・コスロウスキー |  |

| 2016年8月21日 | SGヴァッテンシャイト (4) | 1 - 2    | 1.FCハイデンハイム (2)          | ボーフム                                                                |  |
| 18:30         | トゥンブル 30分          | レポート | フェルフーク 75分 · トマラ 80分 | 競技場: ロアハイデシュタディオン 観客数: 3,323人 主審: ティモ・ゲーラハ |  |

| 2016年8月21日                     | SSVヤーン・レーゲンスブルク (3) | 1 - 1 (延長) (3 - 5 PK戦)                                  | ヘルタ・ベルリン (1) | レーゲンスブルク                                                               |  |
| 18:30                             | ナンジク 51分                   | レポート                                                   | ヴァイザー 84分      | 競技場: コンティネンタル・アレーナ 観客数: 12,526人 主審: ローベルト・カムプカ |  |
|                                   |                                 | PK戦                                                       |                      |                                                                                |  |
| トミー ドザルト ハイン ホフラート |                                 | イビシェヴィッチ ダリダ ヴァイザー プラッテンハルト カルー |                      |                                                                                |  |

| 2016年8月21日                                                                         | FCエルツゲビルゲ・アウエ (2) | 0 - 0 (延長) (7 - 8 PK戦)                                                         | FCインゴルシュタット04 (1) | アウエ                                                                                            |  |
| 18:30                                                                                 |                              | レポート                                                                          |                            | 競技場: スパーカッセン・エルツゲビルグススタディオン 観客数: 6,650人 主審: セーレン・シュトルクス |  |
|                                                                                       |                              | PK戦                                                                              |                            |                                                                                                   |  |
| リッツート ケプケ クヴェシッチ ペピッチ ナザロフ ブレイトクロイツ ヘルトナー アドラー |                              | コーヘン ズットナー レッキー グロス ヒンテルゼーア マティプ ロジェール レフェルス |                            |                                                                                                   |  |

| 2016年8月22日 | キッカーズ・オッフェンバッハ (4) | 2 - 3 (延長) | ハノーファー96 (2)                                   | オッフェンバッハ                                                                                 |  |
| 18:30         | フィラート 29分, 49分            | レポート     | ハルニック 3分 · クラウス 22分 · サネ 120+1分 (pen.) | 競技場: シュパルダ＝バンク＝ヘッセン＝シュタディオン 観客数: 10,573人 主審: トルベン・ジーヴェル |  |

| 2016年8月22日 | FSVツヴィッカウ (3) | 0 - 1    | ハンブルガーSV (1)  | ツヴィッカウ                                                                               |  |
| 18:30         |                     | レポート | ハリロヴィッチ 70分 | 競技場: シュポルトフォルム・エッカースバッハ 観客数: 10,134人 主審: ローベルト・ケンプター |  |

| 2016年8月22日 | SCパーダーボルン07 (3) | 1 - 2    | SVザントハウゼン (2)                       | パーダーボルン                                                            |  |
| 18:30         | ミヘル 50分            | レポート | スクタ＝パス 18分 (pen.) · キスター 90+1分 | 競技場: ベンテラー・アレーナ 観客数: 4,436人 主審: マルティン・ペテルセン |  |

| 2016年8月22日 | SVアイントラハト・トリーア (4) | 0 - 3    | ボルシア・ドルトムント (1)           | トリーア                                                                   |  |
| 20:45         |                                | レポート | 香川真司 8分, 33分 · シュールレ 45分 | 競技場: モーゼルシュタディオン 観客数: 10,805人 主審: マヌエル・グラーフェ |  |

## 2回戦
組み合わせ抽選会は、2016年8月26日に行われた。
| 2016年10月25日                                                            | シュポルトフロインデ・ロッテ (3)                | 2 - 2 (延長) (4 - 3 PK戦)                                                   | バイエル・レバークーゼン (1) | ロッテ                                                                                    |  |
| 18:30                                                                     | ヒルバート 47分 (o.g.) · フライベルガー 105+1分 | レポート                                                                    | フォラント 25分, 95分        | 競技場: シュポルトパルク・アム・ロッター・クロイツ 観客数: 8,763人 主審: トビアス・ヴルツ |  |
|                                                                           |                                                 | PK戦                                                                        |                              |                                                                                           |  |
| ナウバー フライベルガー シュタインハルト デージ ラングリッツ タンクリッチ |                                                 | アランギス ハフェルツ フォラント ヒルバート ヴェンデウ バウムガルトリンガー |                              |                                                                                           |  |

| 2016年10月25日 | ディナモ・ドレスデン (2) | 0 - 1    | アルミニア・ビーレフェルト (2) | ドレスデン                                                            |  |
| 18:30          |                          | レポート | ヘムライン 66分                | 競技場: DDVシュタディオン 観客数: 26,819人 主審: ローベルト・カムプカ |  |

| 2016年10月25日                                                | SCフライブルク (1)                              | 3 - 3 (延長) (3 - 4 PK戦)                                     | SVザントハウゼン (2)                              | フライブルク                                                                                 |  |
| 18:30                                                         | デーリ 21分 · グリフォ 76分 · ペーターゼン 82分 | レポート                                                      | キスター 39分 · ウッテン 53分 · スクタ＝パス 64分 | 競技場: シュヴァルツヴァルト・シュタディオン 観客数: 14,600人 主審: トビアス・シュティーラー |  |
|                                                               |                                                 | PK戦                                                          |                                                   |                                                                                              |  |
| ペーターゼン ギュンター トレホン グリフォ フィリップ ハベラー |                                                 | ロスバッハ スクタ＝パス キスター プレドル カール ヴンギディガ |                                                   |                                                                                              |  |

| 2016年10月25日                                   | ヴュルツブルガー・キッカーズ (2) | 0 - 0 (延長) (3 - 4 PK戦)                                          | TSV1860ミュンヘン (2) | ヴュルツブルク                                                                   |  |
| 18:30                                            |                                  | レポート                                                           |                       | 競技場: フライヤーアラーム・アレーナ 観客数: 12,142人 主審: マルクス・シュミット |  |
|                                                  |                                  | PK戦                                                               |                       |                                                                                  |  |
| ラマ ソリアーノ ベナテッリ ピゾート ダグファウス |                                  | アイツィツェク ウドゥオカイ ヴィッテク ストイコヴィッチ メルダース |                       |                                                                                  |  |

| 2016年10月25日 | ハレシャーFC (3) | 0 - 4    | ハンブルガーSV (1)                                         | ハレ                                                                                   |  |
| 20:45          |                  | レポート | ウッド 8分, 43分 · ラソッガ 57分 · ヴァルトシュミット 82分 | 競技場: エルドガス・スポルトパルク 観客数: 14,004人 主審: クリスティアン・ディンガート |  |

| 2016年10月25日                          | アイントラハト・フランクフルト (1) | 0 - 0 (延長) (4 - 1 PK戦)              | FCインゴルシュタット04 (1) | フランクフルト                                                            |  |
| 20:45                                   |                                    | レポート                               |                            | 競技場: コメルツバンク・アレーナ 観客数: 6,300人 主審: ハルム・オスメルス |  |
|                                         |                                    | PK戦                                   |                            |                                                                           |  |
| フスティ オツィプカ マスカレル 長谷部誠 |                                    | コーヘン クリスティアンゼン ハルトマン |                            |                                                                           |  |

| 2016年10月25日 | FCザンクトパウリ (2) | 0 - 2    | ヘルタ・ベルリン (1)                | ハンブルク                                                                   |  |
| 20:45          |                      | レポート | ヴァイザー 42分 · シュトッカー 54分 | 競技場: ミラントア・シュタディオン 観客数: 29,123人 主審: デニズ・アイテキン |  |

| 2016年10月25日 | ボルシア・メンヒェングラートバッハ (1) | 2 - 0    | VfBシュトゥットガルト (2) | メンヒェングラートバッハ                                                                 |  |
| 20:45          | ジョンソン 32分 · シュティンドル 84分  | レポート |                           | 競技場: シュタディオン・イム・ボルシア・パルク 観客数: 40,452人 主審: ギュンター・ペルル |  |

| 2016年10月26日 | FCアストリア・ヴァルドルフ (4) | 1 - 0    | SVダルムシュタット98 (1) | ヴァルドルフ                                                                          |  |
| 18:30          | ヒレンブラント 32分            | レポート |                          | 競技場: FCアストリア・シュタディオン 観客数: 4,000人 主審: ビビアナ・シュタインハウス |  |

| 2016年10月26日 | ハノーファー96 (2)                                                        | 6 - 1    | フォルトゥナ・デュッセルドルフ (2) | ハノーファー                                                        |  |
| 18:30          | ソビエフ 5分 · クラウス 7分, 34分 · ハルニック 15分, 16分 · マイヤー 53分 | レポート | アクポグマ 20分                    | 競技場: AWDアレーナ 観客数: 20,500人 主審: ベンジャミン・コルトゥス |  |

| 2016年10月26日 | 1.FCハイデンハイム (2) | 0 - 1    | VfLヴォルフスブルク (1) | ハイデンハイム                                                          |  |
| 18:30          |                        | レポート | ゴメス 49分             | 競技場: フォイト・アレーナ 観客数: 9,200人 主審: ベンジャミン・ブランド |  |

| 2016年10月26日 | SpVggグロイター・フュルト (2)   | 2 - 1    | 1.FSVマインツ05 (1) | フュルト                                                                                    |  |
| 18:30          | サラレル 79分 · トリピッチ 90分 | レポート | コルドバ 68分       | 競技場: シュターディオン・アム・ラオベンウェーク 観客数: 5,975人 主審: グイド・ヴィンクマン |  |

| 2016年10月26日 | 1.FCニュルンベルク (2)                | 2 - 3    | シャルケ04 (1)                                  | ニュルンベルク                                                                         |  |
| 20:45          | ババ 59分 (o.g.) · ケンペ 68分 (pen.) | レポート | コノプリャーンカ 20分, 45分 · フンテラール 31分 | 競技場: グルンディッヒ・シュタディオン 観客数: 28,281人 主審: フランク・ヴィレンボルク |  |

| 2016年10月26日 | 1.FCケルン (1)              | 2 - 1 (延長) | TSG1899ホッフェンハイム (1) | ケルン                                                                         |  |
| 20:45          | リッセ 36分 · モデスト 91分 | レポート     | ヒュブナー 8分              | 競技場: ラインエネルギーシュタディオン 観客数: 43,000人 主審: マルコ・フリッツ |  |

| 2016年10月26日 | バイエルン・ミュンヘン (1)                 | 3 - 1    | FCアウクスブルク (1) | ミュンヘン                                                                   |  |
| 20:45          | ラーム 2分 · グリーン 41分 · アラバ 90+3分 | レポート | 池東沅 68分          | 競技場: アリアンツ・アレーナ 観客数: 73,500人 主審: サッシャ・シュテーゲマン |  |

| 2016年10月26日             | ボルシア・ドルトムント (1) | 1 - 1 (延長) (3 - 0 PK戦)        | 1.FCウニオン・ベルリン (2) | ドルトムント                                                                 |  |
| 20:45                      | パレンゼン 44分 (o.g.)     | レポート                         | スクルツィブスキ 81分      | 競技場: ジグナル・イドゥナ・パルク 観客数: 79,037人 主審: ヨッヘン・ドレース |  |
|                            |                            | PK戦                             |                            |                                                                              |  |
| デンベレ ギンター ゲッツェ |                            | クロース フュルストナー ホジナー |                            |                                                                              |  |

## 3回戦
組み合わせ抽選会は、2016年10月26日に行われた
| 2017年2月7日 | ハンブルガーSV (1)       | 2 - 0    | 1.FCケルン (1) | ハンブルク                                                                       |  |
| 18:30        | ユング 5分 · ウッド 65分 | レポート |                | 競技場: フォルクスパルクシュタディオン 観客数: 45,143人 主審: ギュンター・ペルル |  |

| 2017年2月7日                                          | FCアストリア・ヴァルドルフ (4) | 1 - 1 (延長) (4 - 5 PK戦)                                 | アルミニア・ビーレフェルト (2) | ヴァルドルフ                                                                        |  |
| 18:30                                                 | カール 78分                    | レポート                                                  | シュッツ 52分                  | 競技場: FCアストリア・シュタディオン 観客数: 4,000人 主審: スヴェン・ヤブロンスキー |  |
|                                                       |                                | PK戦                                                      |                                |                                                                                     |  |
| ケルン カール ハース グロス シュタドラー キアマイアー |                                | クロス ユングラス シュッツ フォクルザマー ネーテ ザルガー |                                |                                                                                     |  |

| 2017年2月7日 | バイエルン・ミュンヘン (1) | 1 - 0    | VfLヴォルフスブルク (1) | ミュンヘン                                                             |  |
| 20:45        | コスタ 17分                | レポート |                         | 競技場: アリアンツ・アレーナ 観客数: 73,500人 主審: ヨッヘン・ドレース |  |

| 2017年2月7日 | SpVggグロイター・フュルト (2) | 0 - 2    | ボルシア・メンヒェングラートバッハ (1) | フュルト                                                                                         |  |
| 20:45        |                               | レポート | ヴェント 12分 · アザール 36分 (pen.)   | 競技場: シュターディオン・アム・ラオベンウェーク 観客数: 12,336人 主審: バスティアン・ダンケルト |  |

| 2017年2月8日 | シュポルトフロインデ・ロッテ (3)      | 2 - 0    | TSV1860ミュンヘン (2) | ロッテ                                                                                                 |  |
| 18:30        | リントナー 28分 · フライベルガー 58分 | レポート |                       | 競技場: シュポルトパルク・アム・ロッター・クロイツ 観客数: 10,059人 主審: クリスティアン・ディンガート |  |

| 2017年2月8日 | SVザントハウゼン (2) | 1 - 4    | シャルケ04 (1)                                                            | ザントハウゼン                                                                     |  |
| 18:30        | ウッテン 64分        | レポート | シェプフ 38分 · カリジューリ 43分 · ナウド 45+1分 · コノプリャーンカ 71分 | 競技場: ハルトヴァルトシュタディオン 観客数: 14,500人 主審: ベンジャミン・ブランド |  |

| 2017年2月8日                              | ボルシア・ドルトムント (1) | 1 - 1 (延長) (3 - 2 PK戦)                            | ヘルタ・ベルリン (1) | ドルトムント                                                                 |  |
| 20:45                                     | ロイス 47分                | レポート                                             | カルー 27分          | 競技場: ジグナル・イドゥナ・パルク 観客数: 80,500人 主審: デニズ・アイテキン |  |
|                                           |                            | PK戦                                                 |                      |                                                                              |  |
| デンベレ プリシッチ オーバメヤン カストロ |                            | ルステンベルガー ダリダ エッスヴァイン アラギ カルー |                      |                                                                              |  |

| 2017年2月8日 | ハノーファー96 (2) | 1 - 2    | アイントラハト・フランクフルト (1)  | ハノーファー                                                  |  |
| 20:45        | ハルニック 57分    | レポート | タワサ 62分 · セフェロヴィッチ 66分 | 競技場: AWDアレーナ 観客数: 31,000人 主審: ロバート・カンプカ |  |

## 準々決勝
組み合わせ抽選会は、2017年2月8日に行われた
| 2017年2月28日 | アイントラハト・フランクフルト (1) | 1 - 0    | アルミニア・ビーレフェルト (2) | フランクフルト                                                                   |  |
| 18:30         | ブルム 6分                         | レポート |                                | 競技場: コメルツバンク・アレーナ 観客数: 39,000人 主審: フェリックス・ツバイヤー |  |

| 2017年3月1日 | ハンブルガーSV (1) | 1 - 2    | ボルシア・メンヒェングラートバッハ (1)              | ハンブルク                                                                     |  |
| 18:30        | ウッド 90+2分      | レポート | シュティンドル 53分 (pen.) · ラファエウ 61分 (pen.) | 競技場: フォルクスパルクシュタディオン 観客数: 53,249人 主審: マルコ・フリッツ |  |

| 2017年3月1日 | バイエルン・ミュンヘン (1)                 | 3 - 0    | シャルケ04 (1) | ミュンヘン                                                             |  |
| 20:45        | レヴァンドフスキ 3分, 29分 · ティアゴ 16分 | レポート |                | 競技場: アリアンツ・アレーナ 観客数: 70,000人 主審: ダニエル・シバート |  |

| 2017年3月14日 | シュポルトフロインデ・ロッテ (3) | 0 - 3    | ボルシア・ドルトムント (1)                              | オスナブリュック                                                         |  |
| 18:30         |                                  | レポート | プリシッチ 57分 · シュールレ 66分 · シュメルツァー 83分 | 競技場: オスナテル・アレナ 観客数: 15,780人 主審: フェリックス・ブリッヒ |  |

## 準決勝
組み合わせ抽選会は、2017年3月1日に行われた。
| 2017年4月25日 20:45 |

| ボルシア・メンヒェングラートバッハ (1)                                                      | 1 - 1 (延長) | アイントラハト・フランクフルト (1)                                                  |
| ホフマン 45+2分                                                                             | レポート     | タワサ 15分                                                                         |
|                                                                                             | PK戦         |                                                                                     |
| シュティンドル ヘアマン ハーン シュトローブル ベーネス ヴェスターゴーア クリステンセン ソウ | 6 - 7        | オツィプカ ヘクター ガチノヴィッチ ファビアン ルス セフェロヴィッチ バレラ フルゴタ |

| シュタディオン・イム・ボルシア・パルク ,メンヒェングラートバッハ 観客数: 54,014人 主審: デニズ・アイテキン |

| 2017年4月26日 20:45 |

| バイエルン・ミュンヘン (1)          | 2 - 3    | ボルシア・ドルトムント (1)                      |
| マルティネス 28分 · フンメルス 41分 | レポート | ロイス 19分 · オーバメヤン 69分 · デンベレ 74分 |

| アリアンツ・アレーナ, ミュンヘン 観客数: 75,000人 主審: マヌエル・グラーフェ |

## 決勝
決勝は2017年5月27日にベルリンのベルリン・オリンピアシュタディオンで行われた。
| 2017年5月27日 20:00 |

| アイントラハト・フランクフルト (1) | 1 - 2    | ボルシア・ドルトムント (1)              |
| レビッチ 29分                      | レポート | デンベレ 8分 · オーバメヤン 67分 (pen.) |

| ベルリン・オリンピアシュタディオン 観客数: 74,322人 主審: デニズ・アイテキン |

| フランクフルト | ボルシア・ドルトムント |

| GK             | 1  | ルーカス・フラデツキー       | 66分 |      |
| RWB            | 22 | ティモシー・チャンドラー     |      | 72分 |
| CB             | 15 | マイケル・ヘクター           |      |      |
| CB             | 19 | ダビド・アブラーム           | 69分 |      |
| CB             | 5  | ヘスス・バジェホ             |      |      |
| LWB            | 6  | バスティアン・オツィプカ     |      |      |
| CM             | 25 | スロボダン・メドイェヴィッチ |      | 56分 |
| CM             | 11 | ミヤト・ガチノヴィッチ       | 38分 |      |
| RF             | 10 | マルコ・ファビアン           |      | 79分 |
| CF             | 9  | ハリス・セフェロヴィッチ     |      |      |
| LF             | 17 | アンテ・レビッチ             | 87分 |      |
| サブメンバー   |    |                              |      |      |
| GK             | 13 | ハインツ・リンドナー         |      |      |
| DF             | 4  | マルコ・ルス                 |      |      |
| DF             | 33 | タレブ・タワサ               |      | 56分 |
| MF             | 28 | アイメン・バルコク           |      |      |
| FW             | 7  | ダニー・ブルム               |      | 79分 |
| FW             | 14 | アレクサンダー・マイアー     |      | 72分 |
| FW             | 31 | ブラニミル・フルゴタ         |      |      |
| 監督           |    |                              |      |      |
| ニコ・コヴァチ |    |                              |      |      |

| GK                 | 38 | ロマン・ビュルキ                 |        |      |
| RWB                | 26 | ウカシュ・ピシュチェク           |        |      |
| CB                 | 5  | マルク・バルトラ                 |        | 76分 |
| CB                 | 25 | ソクラティス・パパスタソプーロス |        |      |
| CB                 | 29 | マルセル・シュメルツァー         |        | 46分 |
| LWB                | 13 | ラファエル・ゲレイロ             |        |      |
| CM                 | 28 | マティアス・ギンター             |        |      |
| AM                 | 7  | ウスマン・デンベレ               | 90+4分 |      |
| AM                 | 23 | 香川真司                         |        |      |
| CF                 | 17 | ピエール＝エメリク・オーバメヤン |        |      |
| CF                 | 11 | マルコ・ロイス                   |        | 46分 |
| サブメンバー       |    |                                  |        |      |
| GK                 | 1  | ローマン・ヴァイデンフェラー     |        |      |
| DF                 | 37 | エリック・ドゥルム               |        | 76分 |
| MF                 | 6  | スヴェン・ベンダー               |        |      |
| MF                 | 18 | セバスティアン・ローデ           |        |      |
| MF                 | 21 | アンドレ・シュールレ             |        |      |
| MF                 | 22 | クリスチャン・プリシッチ         |        | 46分 |
| MF                 | 27 | ゴンサロ・カストロ               |        | 46分 |
| 監督               |    |                                  |        |      |
| トーマス・トゥヘル |    |                                  |        |      |

| DFBポカール 2016-2017 優勝            |
| ------------------------------------- |
| ボルシア・ドルトムント 5大会ぶり4回目 |